# Ausgeführte Bauten
Ausgeführte Bauten und Entwürfe von Frank Lloyd Wright è una raccolta di disegni delle opere di Frank Lloyd Wright redatta nel 1910 e pubblicata dall'editore tedesco Ernst Wasmuth Verlag nel 1911. Il libro, introdotto da un breve testo dello stesso Wright, è stato una delle pubblicazioni sull'architettura più influenti del XX secolo.

## Storia
Wright riteneva che a suggerire all'editore Ernst Wasmuth l'idea di una raccolta di lavori dell'architetto fosse stato il professore tedesco Kuno Francke. Ad ogni modo questa fu la prima importante pubblicazione di qualsiasi lavoro di Frank Lloyd Wright e fu curata di persona dallo stesso architetto, che colse l'occasione per poter lasciare l'America e trasferirsi per qualche tempo in Europa. In particolare era stanco del matrimonio con la prima moglie Catherine Lee Tobin, da cui chiese il divorzio. Le difficoltà con la moglie potrebbero essere sia la causa che l'effetto di una crisi esistenziale dell'architetto che aveva probabilmente esaurito le idee per il suo lavoro nei sobborghi americani, teatro della prairie school.

## Descrizione
Il saggio introduttivo fu scritto non a Berlino, sede dell'editore, ma a Firenze, nel giugno del '10. Esso descrive le idee di Wright sull'architettura organica ed è molto evidente in esso l'influenza di John Ruskin, William Morris, Eugène Viollet-le-Duc oltre che di Victor Hugo e Owen Jones, per i quali Wright avrebbe dichiarato ammirazione. Infatti loda lo stile gotico, condannando il manierismo, il barocco, il rococò e in particolare, anche se non direttamente, l'eclettismo. Inoltre assume a maggior nemico il rinascimento, in quanto origine dell'assolutismo in politica e dell'accademismo nelle arti; ad essi contrappone, come ideali americani, la democrazia e la Natura.
Nonostante le sue posizioni decise e intransigenti, il saggio non è mai stato la parte più interessante dell'opera: le idee che esprime sono di stampo ottocentesco e non molto innovative nemmeno per l'epoca in cui il libro fu pubblicato. Assolutamente separate dal testo, cento tavole espongono l'opera dei primi venti anni di carriera di Frank Lloyd Wright: essenziali, ordinate e disegnate con grande risparmio di linee, nette e sottili, le prospettive e le piante che compongono la raccolta ebbero un'enorme presa sui lettori europei. Nei disegni, realizzati nel 1909-1910 fra Firenze e Fiesole dallo stesso Wright, dal maggiore dei suoi figli Lloyd e dal disegnatore Taylor Woolley, Wright non volle includere nessun elemento che richiamasse idee classiche, per dare ai lettori un'impressione genuina e astratta delle architetture realizzate.